# Élections européennes de 2014 en France
Les élections européennes de 2014 se sont déroulées du 22 au 25 mai selon les pays, et le 25 mai 2014 en France,.
Le vote s'est déroulé à la représentation proportionnelle à la plus forte moyenne dans le cadre de circonscriptions groupant plusieurs régions. Ce cadre est conservé en 2014[style à revoir].
La participation — après avoir baissé de douze points  trois scrutins consécutifs entre 1994 et 2009 — opère un premier rebond, qui s'amplifiera en 2019.

## Participation
Les élections européennes de 2014 en France restent marquées par un « très faible taux de participation », et surtout « inégal selon les territoires », même si, concernant cette participation, « la tendance à la baisse a connu un coup d'arrêt très net » à l'échelle européenne, ce qui peut éventuellement être attribué à moins de « scepticisme » des électeurs, alors que les pouvoirs du Parlement européen ont été peu à peu accrus et que des têtes de liste européennes ont été désignées à l'échelle européenne, même si en France leur débat télévisé a bénéficié d'une faible audience.
Les écarts de participation amplifient les écart d'inscription sur les listes électorales, qui « peuvent être spectaculaires »: dans l’arrondissement de Saint-Denis, en Île-de-France, seulement 42,0% des habitants sont inscrits sur les listes électorales contre 91,7 % dans l’arrondissement de Castellane (Alpes-de-Haute-Provence). Les étudiants votent dans bien des cas dans la commune de résidence de leurs parents ce qui affaiblit les taux d’inscription « dans les grandes agglomérations ». La remontée modeste de la participation en 2014 fait suite à trois scrutins consécutifs de baisse, qui l'a fait chuter de 12,13 points entre 1994 et 2009, baisse qui atteint, pour les grandes agglomérations,  12,33 points dans le Val-de-Marne, 12,66 points en Haute-Garonne, 14,99 points dans les Bouches-du-Rhône, 15,9 points en Seine-Saint-Denis, 17,14 points dans le Nord et 18,09 dans le Pas-de-Calais, les deux département les plus touchés.
La percée du Front national est mesurée par les chercheurs au double prisme de la baisse de la participation et du nombre d'inscrits. Il recueille une proportion de suffrages exprimés « au moins deux fois plus élevée » que celle des inscrits restés fidèles aux partis de « gouvernement » dans plusieurs arrondissements du Nord et du Pas-de-Calais : ceux de Lens et Valenciennes comptent même « 220 inscrits ayant voté pour le Front national pour 100 inscrits ayant voté pour l’UMP ou le PS-PRG ».

## Nombre de députés français
Les élections européennes de juin 2009 avaient permis aux citoyens de l'Union européenne résidant en France de choisir 72 députés représentant la France au Parlement européen entre 2009 et 2014.
Le traité de Lisbonne, ratifié en novembre 2009, prévoit 74 députés (deux de plus) pour la France. À la suite de la ratification, le gouvernement français a demandé à l'Assemblée nationale de désigner deux de ses membres pour siéger au Parlement européen, mais la procédure n’a finalement abouti qu’en 2011. Pour les élections européennes de 2014, certains[Qui ?] redoutaient que le Parlement sélectionne à nouveau deux députés en dépit du suffrage universel, quand ils pourraient être affectés proportionnellement à la population d'une ou deux régions. Ils sont finalement affectés à la circonscription Île-de-France, étendue par la loi no 2011-575 du 26 mai 2011 aux 1,6 million de Français de l'étranger.
Pour la première fois, le Front national arrive en tête d'une élection nationale (24,86 % et 24 élus, dont 8 ont quitté le parti depuis), devant l'UMP (20,81 % et 20 élus) et le Parti socialiste au pouvoir (13,98 % et 13 élus, dont un du Parti radical de gauche, avec qui il faisait liste commune).

## Mode de scrutin

Répartition des sièges par circonscription.

Le décret no 2014-378 du 28 mars 2014 fixe le nombre de sièges et le nombre de candidats par circonscription pour l'élection des représentants au Parlement européen entre les circonscriptions interrégionales.
| Circonscription interrégionale | Circonscription interrégionale                                 | Sièges | Sièges | Nombre de candidats par liste en 2014 |
| Circonscription                | Régions                                                        | 2009   | 2014   | Nombre de candidats par liste en 2014 |
| ------------------------------ | -------------------------------------------------------------- | ------ | ------ | ------------------------------------- |
| Nord-Ouest                     | Basse-Normandie, Haute-Normandie, Nord-Pas-de-Calais, Picardie | 10     | 10     | 20                                    |
| Ouest                          | Bretagne, Pays de la Loire, Poitou-Charentes                   | 9      | 9      | 18                                    |
| Est                            | Alsace, Bourgogne, Champagne-Ardenne, Franche-Comté, Lorraine  | 9      | 9      | 18                                    |
| Massif central - Centre        | Auvergne, Centre, Limousin                                     | 5      | 5      | 10                                    |
| Sud-Ouest                      | Aquitaine, Languedoc-Roussillon, Midi-Pyrénées                 | 10     | 10     | 20                                    |
| Sud-Est                        | Corse, Provence-Alpes-Côte d'Azur, Rhône-Alpes                 | 13     | 13     | 26                                    |
| Île-de-France                  | Île-de-France, Français de l'étranger                          | 13     | 15     | 30                                    |
| Outre-Mer                      | section Atlantique                                             | 1      | 1      | 3                                     |
| Outre-Mer                      | section océan Indien                                           | 1      | 1      | 3                                     |
| Outre-Mer                      | section Pacifique                                              | 1      | 1      | 3                                     |

L'élection a lieu au scrutin de liste à la représentation proportionnelle, suivant la règle de la plus forte moyenne. Les sièges attribués à chaque circonscription sont répartis entre les listes y ayant obtenu au moins 5 % des suffrages exprimés, condition nécessaire mais non suffisante puisque les circonscriptions comptent à ce jour[Quand ?] de trois (ou cinq) à quinze élus au plus. À la suite du traité de Lisbonne, la France s'est vu attribuer deux sièges supplémentaires qui ont été attribués à la circonscription d'Île-de-France.
Depuis le 1er avril 2014, et selon l’article L65 du code électoral, modifié par la loi no 2014-172 du 21 février 2014 visant à reconnaître le vote blanc aux élections, le vote blanc est distingué du vote nul ; le vote blanc reste tout de même comptabilisé en dehors des suffrages exprimés. Les élections européennes de 2014 seront ainsi le premier scrutin où cette règle s’applique,.

## Répartition partisane des députés européens sortants
À la fin de la 7e législature, les 74 députés européens de France étaient répartis comme suit[réf. nécessaire] :
| Parti français                       | Députés | Parti européen                                           | Groupe au PE     |
| ------------------------------------ | ------- | -------------------------------------------------------- | ---------------- |
| Union pour un mouvement populaire    | 25      | Parti populaire européen                                 | PPE              |
| Europe Écologie Les Verts            | 14      | Parti vert européen                                      | Verts/ALE        |
| Parti socialiste                     | 12      | Parti socialiste européen                                | S&D              |
| Mouvement démocrate                  | 5       | Parti démocrate européen                                 | ADLE             |
| Union des démocrates et indépendants | 5       | Parti démocrate européen                                 | PPE              |
| Parti communiste français            | 3       | Parti de la gauche européenne                            | GUE/NGL          |
| Front national                       | 3       | Alliance européenne pour la liberté                      | Non-inscrits     |
| Nouvelle Donne                       | 2       | –                                                        | Verts/ALE et S&D |
| Mouvement pour la France             | 1       | Mouvement pour l'Europe des libertés et de la démocratie | ELD              |
| Régions et peuples solidaires        | 1       | Alliance libre européenne                                | Verts/ALE        |
| Cap21                                | 1       | –                                                        | ADLE             |
| Parti de gauche                      | 1       | Parti de la gauche européenne                            | GUE/NGL          |
| Parti communiste réunionnais         | 1       | –                                                        | GUE/NGL          |
| Total                                | 74      |                                                          |                  |

## Sondages

### Au niveau national
N. t. : non testé
| Institut                  | Date              | LO   | NPA  | FG   | EELV | PS    | PRG   | ND   | Cap21 | MoDem | UDI  | NC   | UMP   | PCD  | DLR  | FN    | Autres |
| ------------------------- | ----------------- | ---- | ---- | ---- | ---- | ----- | ----- | ---- | ----- | ----- | ---- | ---- | ----- | ---- | ---- | ----- | ------ |
| Institut                  | Date              |      |      |      |      |       |       |      |       |       |      |      |       |      |      |       |        |
| Résultat final            | 25 mai            | 1,17 | 0,39 | 6,61 | 8,95 | 13,98 | 13,98 | 2,90 | 0,67  | 9,94  | 9,94 | 1,41 | 20,81 | 0,74 | 3,82 | 24,86 | 3,75   |
| mai 2014                  |                   |      |      |      |      |       |       |      |       |       |      |      |       |      |      |       |        |
| Ifop                      | 21 - 23 mai       | 0,5  | 1,0  | 7,5  | 10,0 | 16,0  | 16,0  | 2,5  | 1,0   | 9,5   | 9,5  | N.t. | 21,5  | 0,5  | 2,5  | 23,5  | 4,0    |
| Harris Interactive        | 20 - 22 mai       | 0,5  | 1,0  | 7,0  | 9,0  | 16,0  | 16,0  | 3,0  | 1,0   | 11,0  | 11,0 | 1,0  | 21,0  | -    | 2,0  | 23,0  | 4,5    |
| Ipsos                     | 21 - 22 mai       | 0,5  | 1,0  | 8,5  | 9,0  | 17,5  | 17,5  | 1,5  | 1,0   | 9,5   | 9,5  | 0,5  | 21,0  | 0,5  | 3,0  | 24,0  | 2,5    |
| OpinionWay                | 20 - 22 mai       | 1,0  | 1,0  | 7,0  | 9,0  | 17,0  | 17,0  | 3,0  | 1,0   | 11,0  | 11,0 | 1,0  | 21,0  | 0,5  | 2,5  | 21,0  | 4,0    |
| CSA                       | 20 - 22 mai       | 1,0  | 1,0  | 8,0  | 9,0  | 16,0  | 16,0  | 2,0  | <0,5  | 10,0  | 10,0 | 0,5  | 21,0  | 0,5  | 2,0  | 23,5  | 5,5    |
| Ipsos                     | 19 - 21 mai       | 1,0  | 1,0  | 7,5  | 8,0  | 17,0  | 17,0  | 2,0  | 1,0   | 9,0   | 9,0  | 1,0  | 22,5  | <0,5 | 3,0  | 23,5  | 3,5    |
| Ifop                      | 19 - 21 mai       | 0,5  | 1,0  | 8,0  | 9,5  | 17,0  | 17,0  | 2,0  | 1,0   | 10,0  | 10,0 | N.t. | 22,0  | 0,5  | 2,0  | 23,5  | 3,0    |
| Ipsos                     | 16 - 20 mai       | 1,0  | 1,0  | 7,0  | 8,0  | 17,0  | 17,0  | 1,5  | 1,0   | 9,0   | 9,0  | 1,0  | 23,0  | <0,5 | 3,5  | 23,5  | 3,5    |
| Ifop                      | 18 - 20 mai       | 0,5  | 1,5  | 7,5  | 9,0  | 17,5  | 17,5  | 2,0  | 1,0   | 10,0  | 10,0 | N.t. | 21,5  | 0,5  | 1,5  | 23,5  | 4,0    |
| Ifop                      | 17 - 19 mai       | 0,5  | 2,0  | 7,5  | 9,5  | 17,0  | 17,0  | 2,0  | 1,0   | 10,0  | 10,0 | N.t. | 21,5  | 0,5  | 1,5  | 23,5  | 3,5    |
| Ipsos                     | 15 - 18 mai       | 1,0  | 1,0  | 7,0  | 8,0  | 17,5  | 17,5  | 2,0  | 1,5   | 8,5   | 8,5  | 0,5  | 22,0  | <0,5 | 3,5  | 24,0  | 3,5    |
| Ipsos                     | 14 - 17 mai       | 1,5  | 1,0  | 7,0  | 8,5  | 17,0  | 17,0  | 2,5  | 1,5   | 8,0   | 8,0  | 0,5  | 21,5  | <0,5 | 3,5  | 24,0  | 3,5    |
| BVA                       | 15 - 16 mai       | 1,0  | 1,0  | 8,0  | 9,0  | 17,0  | 17,0  | 1,5  | 1,0   | 9,5   | 9,5  | 1,0  | 21,0  | 1,0  | 2,0  | 23,0  | 4,0    |
| Ifop                      | 14 - 16 mai       | 0,5  | 1,5  | 7,5  | 9,5  | 17,0  | 17,0  | 2,5  | 0,5   | 10,0  | 10,0 | N.t. | 22,0  | <0,5 | 1,5  | 23,0  | 4,5    |
| OpinonWay                 | 15 - 16 mai       | 1,0  | 1,0  | 8,0  | 9,0  | 16,0  | 16,0  | 2,5  | N.t.  | 10,5  | 10,5 | 0,5  | 23,0  | N.t. | 2,5  | 22,0  | 4,0    |
| CSA                       | 13 - 15 mai       | 1,0  | 1,5  | 6,5  | 8,0  | 18,0  | 18,0  | 2,0  | <0,5  | 9,0   | 9,0  | <0,5 | 21,0  | <0,5 | 2    | 25,0  | 6,0    |
| Ipsos                     | 12 - 15 mai       | 1,0  | 1,5  | 7,0  | 8,0  | 17,0  | 17,0  | 2,5  | 2,0   | 7,5   | 7,5  | 0,5  | 23,0  | 0,5  | 3,0  | 24,0  | 2,5    |
| Harris Interactive        | 12 - 14 mai       | 1,0  | 2,0  | 7,0  | 10,0 | 16,5  | 16,5  | 2,0  | 1,0   | 8,0   | 8,0  | 1,0  | 21,0  | N.t. | 3,0  | 22,0  | 5,5    |
| Ifop                      | 11 - 13 mai       | 0,5  | 1,0  | 7,5  | 10,0 | 17,0  | 17,0  | 1,5  | 1,0   | 9,5   | 9,5  | N.t. | 22,5  | 0,5  | 1,0  | 24,0  | 4,0    |
| Ifop                      | 6 - 12 mai        | 0,5  | 1,5  | 7,5  | 9,5  | 17,0  | 17,0  | 2,5  | 1,0   | 9,5   | 9,5  | N.t. | 22,0  | 0,5  | 1,5  | 24,0  | 3,0    |
| TNS Sofres                | 9 -11 mai         | 2,5  | 1,5  | 6,0  | 8,5  | 16,0  | 16,0  | 2,0  | 1,5   | 8,0   | 8,0  | N.t. | 21,0  | N.t. | 3,0  | 23,0  | 7,0    |
| OpinionWay                | 5 - 9 mai         | 1,0  | 1,0  | 7,0  | 9,0  | 16,0  | 16,0  | 2,0  | N.t.  | 10,0  | 10,0 | 1,0  | 23,0  | N.t. | 3,0  | 22,0  | 5,0    |
| Harris Interactive        | 2 - 5 mai         | 2,0  | 2,0  | 8,0  | 9,0  | 17,0  | 17,0  | 2,0  | 0,5   | 9,0   | 9,0  | 1,0  | 21,0  | 0,5  | 3,0  | 22,0  | 4,0    |
| Ifop                      | 30 avril - 6 mai  | 1,0  | 1,5  | 7,0  | 9,0  | 18,0  | 18,0  | 2,0  | 1,0   | 10,0  | 10,0 | N.t. | 22,5  | -    | 1,5  | 24,0  | 2,5    |
| Ifop                      | 29 avril - 5 mai  | 0,5  | 2,0  | 7,5  | 9,0  | 18,0  | 18,0  | 2,0  | 1,5   | 10,0  | 10,0 | N.t. | 22,5  | -    | 1,5  | 23,5  | 2,0    |
| Ifop                      | 28 avril - 2 mai  | 0,5  | 2,0  | 8,0  | 9,0  | 18,5  | 18,5  | 1,5  | 1,0   | 10,0  | 10,0 | N.t. | 22,5  | -    | 1,5  | 23,5  | 2,0    |
| janvier 2014 - avril 2014 |                   |      |      |      |      |       |       |      |       |       |      |      |       |      |      |       |        |
| Ifop                      | 25 - 30 avril     | 0,5  | 2,5  | 8,0  | 8,5  | 19,0  | 19,0  | 1,0  | 1,0   | 10,0  | 10,0 | N.t. | 22,5  | -    | 2,0  | 23,0  | 2,0    |
| Ifop                      | 24 - 29 avril     | 0,5  | 2,5  | 7,5  | 8,0  | 19,5  | 19,5  | 1,0  | 0,5   | 10,5  | 10,5 | N.t. | 23,0  | -    | 2,0  | 23,0  | 2,0    |
| Ifop                      | 23 - 28 avril     | 0,5  | 2,0  | 8,0  | 8,0  | 19,5  | 19,5  | 1,0  | 0,5   | 10,5  | 10,5 | N.t. | 23,0  | -    | 2,5  | 22,5  | 2,0    |
| OpinonWay                 | 23 - 25 avril     | 1,0  | 1,0  | 7,0  | 7,0  | 18,0  | 18,0  | 3,0  | 2,0   | 11,0  | 11,0 | 0,5  | 22,0  | 0,5  | 3,0  | 20,0  | 4,0    |
| Ifop                      | 22 - 25 avril     | 0,5  | 2,0  | 8,0  | 8,5  | 19,5  | 19,5  | 1,0  | 0,5   | 10,0  | 10,0 | N.t. | 23,5  | -    | 2,0  | 22,5  | 2,0    |
| CSA                       | 22 - 24 avril     | 1,0  | 1,5  | 7,5  | 7,0  | 20,0  | 20,0  | 2,0  | <0,5  | 9,0   | 9,0  | 1,0  | 22,0  | <0,5 | 2,0  | 24,0  | 3,0    |
| Ifop                      | 21 - 24 avril     | 0,5  | 2,0  | 8,0  | 9,0  | 19,0  | 19,0  | 1,0  | 1,0   | 10,0  | 10,0 | N.t. | 23,5  | -    | 2,0  | 22,5  | 1,5    |
| Ifop                      | 18 - 23 avril     | 0,5  | 2,0  | 8,0  | 9,0  | 19,0  | 19,0  | 1,5  | 1,0   | 10,0  | 10,0 | N.t. | 23,0  | -    | 1,5  | 22,5  | 2,0    |
| Ifop                      | 17 - 22 avril     | 0,5  | 2,0  | 8,5  | 8,0  | 19,0  | 19,0  | 1,5  | 1,5   | 10,0  | 10,0 | N.t. | 22,5  | -    | 1,5  | 23,0  | 2,0    |
| Fiducial                  | 15 - 19 avril     | 1,0  | 3,0  | 8,0  | 8,5  | 18,5  | 18,5  | 1,5  | 1,5   | 10,0  | 10,0 | N.t. | 22,0  | N.t. | 1,5  | 23,0  | 1,5    |
| Ifop                      | 15 - 18 avril     | 0,5  | 2,5  | 8,0  | 8,0  | 19,5  | 19,5  | 1,5  | 1,0   | 10,0  | 10,0 | N.t. | 22,5  | -    | 2,0  | 23,0  | 1,5    |
| Ifop                      | 14 - 17 avril     | 0,5  | 2,5  | 8,0  | 7,5  | 19,5  | 19,5  | 1,5  | 0,5   | 10,5  | 10,5 | N.t. | 22,5  | -    | 2,0  | 23,5  | 1,5    |
| Ifop                      | 11 - 16 avril     | 0,5  | 2,5  | 8,0  | 7,5  | 20,0  | 20,0  | 1,5  | 0,5   | 10,0  | 10,0 | N.t. | 22,5  | -    | 2,0  | 23,5  | 1,5    |
| Ifop                      | 10 - 15 avril     | 0,5  | 2,0  | 8,0  | 8,0  | 20,0  | 20,0  | 1,0  | 0,5   | 10,0  | 10,0 | N.t. | 22,5  | -    | 1,5  | 24,0  | 2,0    |
| Ifop                      | 9 - 14 avril      | 0,5  | 2,0  | 8,0  | 8,0  | 20,5  | 20,5  | 1,0  | 0,5   | 9,5   | 9,5  | N.t. | 22,5  | -    | 1,5  | 24,0  | 2,0    |
| Ifop                      | 8 - 11 avril      | 0,5  | 2,0  | 8,5  | 7,5  | 20,5  | 20,5  | 1,0  | 1,0   | 9,5   | 9,5  | N.t. | 22,5  | -    | 1,5  | 24,0  | 1,5    |
| TNS Sofres                | 4 - 6 avril       | 2,0  | 1,0  | 7,0  | 9,0  | 19,0  | 19,0  | N.t. | 0,5   | 9,0   | 9,0  | N.t. | 25,0  | 0,5  | 2,0  | 24,0  | 0,0    |
| Ifop                      | 31 mars - 4 avril | 0,5  | 2,5  | 7,5  | 8,5  | 19,0  | 19,0  | 1,5  | 1,5   | 8,0   | 8,0  | N.t. | 24,0  | N.t. | 2,0  | 22,0  | 3,0    |
| OpinionWay                | 31 mars           | 1,0  | 1,0  | 9,0  | 7,0  | 18,0  | 18,0  | 2,0  | N.t.  | 12,0  | 12,0 | 1,0  | 22,0  | N.t. | 3,0  | 20,0  | 4,0    |
| Ipsos                     | 27 - 29 mars      | 2,0  | 1,0  | 8,0  | 10,0 | 18,0  | 18,0  | N.t. | 2,0   | 8,0   | 8,0  | N.t. | 24,0  | 0,5  | 3,5  | 22,0  | 0,0    |
| OpinionWay                | 7 - 11 mars       | 1,0  | 3,0  | 7,0  | 10,0 | 17,0  | 17,0  | 1,0  | 1,0   | 9,0   | 9,0  | 0,0  | 22,0  | 1,0  | 4,0  | 21,0  | 3,0    |
| OpinionWay                | 12 - 14 février   | N.t. | 4,0  | 9,0  | 9,0  | 16,0  | 16,0  | N.t. | N.t.  | 12,0  | 12,0 | N.t. | 22,0  | N.t. | 4,0  | 20,0  | 5,0    |
| Ifop                      | 14 - 17 janvier   | N.t. | 2,0  | 9,0  | 7,0  | 18,0  | 18,0  | N.t. | N.t.  | 11,0  | 11,0 | N.t. | 21,0  | N.t. | 2,5  | 23,0  | 6,5    |
| 2013                      |                   |      |      |      |      |       |       |      |       |       |      |      |       |      |      |       |        |
| Ifop                      | 1er - 4 octobre   | N.t. | 2,0  | 10,0 | 6,0  | 19,0  | 19,0  | N.t. | N.t.  | 11,0  | 11,0 | N.t. | 22,0  | N.t. | 2,0  | 24,0  | 4,0    |
| YouGov                    | 7 - 12 juin       | N.t. | 2,0  | 15,0 | 5,0  | 15,0  | 15,0  | N.t. | N.t.  | 8,0   | 5,0  | N.t. | 19,0  | N.t. | N.t. | 18,0  | 11,0   |
| CSA                       | 21 mai - 12 juin  | 1,0  | 3,0  | 9,0  | 8,0  | 19,0  | 19,0  | N.t. | N.t.  | 7,0   | 6,0  | N.t. | 23,0  | N.t. | 1,0  | 20,0  | 3,0    |
| Ifop                      | 29 - 31 mai       | N.t. | 2,0  | 9,0  | 7,5  | 21,0  | 21,0  | N.t. | N.t.  | 7,0   | 6,5  | N.t. | 21,0  | N.t. | 3,0  | 21,0  | 2,0    |
| Harris Interactive        | 22 - 24 mai       | 2,0  | 2,0  | 8,0  | 10,0 | 21,0  | 21,0  | N.t. | N.t.  | 6,0   | 8,0  | N.t. | 23,0  | N.t. | 1,0  | 18,0  | 3,0    |
| 2009                      |                   |      |      |      |      |       |       |      |       |       |      |      |       |      |      |       |        |
| Élections de 2009         | 7 juin 2009       | 1,2  | 4,9  | 6,5  | 16,3 | 16,5  | 16,5  | -    | -     | 8,5   | -    | -    | 27,9  | -    | 1,8  | 6,3   | 10,4   |

### Par circonscription

#### Île-de-France

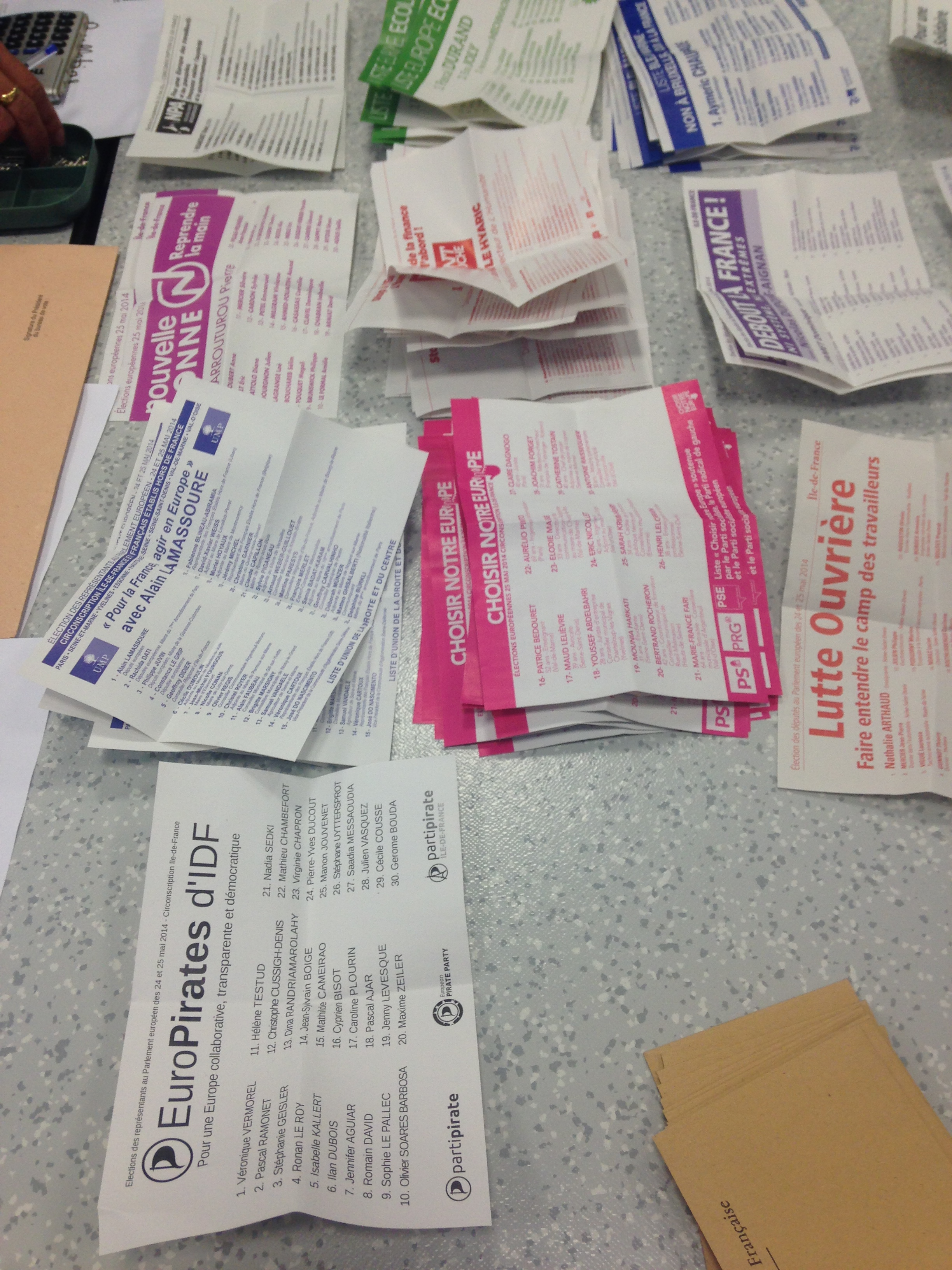
Vue des bulletins d'une table de dépouillement en Île-de-France le 25 mai.

|          |                   | Tour unique | Tour unique    | Tour unique  | Tour unique    | Tour unique | Tour unique  | Tour unique  | Tour unique         | Tour unique | Tour unique    | Tour unique | Tour unique  | Tour unique |
| -------- | ----------------- | ----------- | -------------- | ------------ | -------------- | ----------- | ------------ | ------------ | ------------------- | ----------- | -------------- | ----------- | ------------ | ----------- |
| Institut | Date              | Arthaud LO  | Besancenot NPA | Le Hyaric FG | Larrouturou ND | Durand EELV | Bérès PS-PRG | Lepage Cap21 | de Sarnez UDI-MoDem | Bordry NC   | Lamassoure UMP | Jamet DLR   | Chauprade FN | Autres      |
| Institut | Date              |             |                |              |                |             |              |              |                     |             |                |             |              |             |
| Ifop     | 19 au 20 mai 2014 | 0,5         | 3,5            | 7,0          | 2,5            | 9,0         | 17,0         | 1,5          | 10,0                | 2,0         | 21,0           | 2,5         | 20,0         | 1,5         |

#### Grand Est
|          |                     | Tour unique | Tour unique  | Tour unique | Tour unique | Tour unique   | Tour unique | Tour unique         | Tour unique | Tour unique | Tour unique  | Tour unique |
| -------- | ------------------- | ----------- | ------------ | ----------- | ----------- | ------------- | ----------- | ------------------- | ----------- | ----------- | ------------ | ----------- |
| Institut | Date                | Rocher LO   | Diaferia NPA | Amard FG    | Bélier EELV | Martin PS-PRG | Maurer ND   | Griesbeck UDI-MoDem | Morano UMP  | Ferrari DLR | Philippot FN | Autres      |
| Institut | Date                |             |              |             |             |               |             |                     |             |             |              |             |
| Ifop     | 15 au 19 avril 2014 | 1,5         | 3,0          | 6,5         | 12,5        | 15,5          | 1,5         | 7,5                 | 24,0        | 0,5         | 26,0         | 1,5         |

#### Sud-Est
|            |                       |             | Tour unique | Tour unique | Tour unique | Tour unique | Tour unique     | Tour unique    | Tour unique | Tour unique  | Tour unique       | Tour unique  | Tour unique | Tour unique | Tour unique |
| ---------- | --------------------- | ----------- | ----------- | ----------- | ----------- | ----------- | --------------- | -------------- | ----------- | ------------ | ----------------- | ------------ | ----------- | ----------- | ----------- |
| Institut   | Date                  | Échantillon | Gomez LO    | NPA         | Vergiat FG  | Rivasi EELV | Alfonsi RPS-PNC | Peillon PS-PRG | Coutelis ND | Lepage Cap21 | Goulard UDI-MoDem | Muselier UMP | Rambaud DLR | Le Pen FN   | Autres      |
| Institut   | Date                  | Échantillon |             |             |             |             |                 |                |             |              |                   |              |             |             |             |
| OpinionWay | 19 au 21 février 2014 | 1052        | -           | 2           | 9           | 9           | -               | 15             | -           | -            | 8                 | 25           | 3           | 26,0        | 3           |
| Ifop       | 23 au 28 avril 2014   | 772         | 1           | 2           | 7           | 11          | 1,5             | 13             | 1,5         | 1            | 8,5               | 28,0         | 2,5         | 23          | -           |

### Prévisions
Prévisions en sièges de la composition du Parlement européen basées notamment sur des sondages par État :
| Source | Date          |    |      |        |           |     |     |    |
| Source | Date          | FG | EELV | PS-PRG | UDI-MoDem | UMP | DLR | FN |
|        | 5 mars 2014   | 8  | 5    | 14     | 8         | 20  | 1   | 18 |
|        | 19 mars 2014  | 8  | 5    | 14     | 8         | 20  | 1   | 18 |
|        | 2 avril 2014  | 8  | 5    | 15     | 6         | 21  | 1   | 18 |
|        | 16 avril 2014 | 5  | 6    | 14     | 6         | 23  | 1   | 19 |
|        | 23 avril 2014 | 5  | 5    | 16     | 6         | 21  | 1   | 20 |
|        | 30 avril 2014 | 5  | 5    | 16     | 6         | 20  | 1   | 21 |
|        | 7 mai 2014    | 5  | 6    | 14     | 6         | 20  | 1   | 22 |
|        | 14 mai 2014   | 5  | 5    | 14     | 6         | 20  | 1   | 23 |
|        | 20 mai 2014   | 5  | 5    | 14     | 6         | 20  | 1   | 23 |

## Résultats

### National
|  |  |

|                  | Nombre     | % inscrits | % votants |
| ---------------- | ---------- | ---------- | --------- |
| Inscrits         | 46 544 712 | 100,00     |           |
| Abstentions      | 26 796 819 | 57,57      |           |
| Votants          | 19 747 893 | 42,43      | 100,00    |
| Bulletins blancs | 546 601    | 1,17       | 2,77      |
| Bulletins nuls   | 245 531    | 0,53       | 1,24      |
| Exprimés         | 18 955 761 | 40,73      | 95,99     |

| Parti politique ou coalition | Parti politique ou coalition                                                                 | Affiliation européenne              | Voix      | % exprimés | Sièges |
| ---------------------------- | -------------------------------------------------------------------------------------------- | ----------------------------------- | --------- | ---------- | ------ |
|                              | Front national - Rassemblement bleu Marine                                                   | Alliance européenne pour la liberté | 4 712 461 | 24,86      | 24     |
|                              | Union pour un mouvement populaire                                                            | Parti populaire européen            | 3 943 819 | 20,81      | 20     |
|                              | Parti socialiste - Parti radical de gauche                                                   | Parti socialiste européen           | 2 650 357 | 13,98      | 13     |
|                              | L'Alternative • Union des démocrates et indépendants - Mouvement démocrate                   | Parti démocrate européen            | 1 884 565 | 9,94       | 7      |
|                              | Europe Écologie Les Verts                                                                    | Parti vert européen                 | 1 696 442 | 8,95       | 6      |
|                              | Front de gauche - L'Union pour les Outremer                                                  | Parti de la gauche européenne       | 1 252 730 | 6,61       | 4      |
|                              | Debout la République                                                                         | EUDemocrats                         | 724 441   | 3,82       | 0      |
|                              | Nouvelle Donne                                                                               | –                                   | 549 734   | 2,90       | 0      |
|                              | Nous Citoyens                                                                                | –                                   | 266 343   | 1,41       | 0      |
|                              | Lutte ouvrière                                                                               | –                                   | 222 491   | 1,17       | 0      |
|                              | Alliance écologiste indépendante                                                             | –                                   | 211 759   | 1,12       | 0      |
|                              | Force vie • Parti chrétien-démocrate - Maison de la vie et des libertés - Parti de la France | –                                   | 138 708   | 0,74       | 0      |
|                              | Cap21                                                                                        | –                                   | 127 849   | 0,67       | 0      |
|                              | Parti du vote blanc                                                                          | –                                   | 110 090   | 0,58       | 0      |
|                              | Union populaire républicaine                                                                 | –                                   | 76 907    | 0,41       | 0      |
|                              | Nouveau Parti anticapitaliste                                                                | Gauche anticapitaliste européenne   | 74 770    | 0,39       | 0      |
|                              | Régions et peuples solidaires                                                                | Alliance libre européenne           | 65 054    | 0,34       | 0      |
|                              | Parti pirate                                                                                 | Parti pirate européen               | 39 338    | 0,21       | 0      |
|                              | Europe Démocratie Espéranto                                                                  | Eŭropo - Demokratio - Esperanto     | 33 115    | 0,17       | 0      |
|                              | « Féministes pour une Europe solidaire »                                                     | –                                   | 27 119    | 0,14       | 0      |
|                              | Parti fédéraliste                                                                            | Parti fédéraliste européen          | 17 812    | 0,09       | 0      |
|                              | Europe Décroissance                                                                          | –                                   | 4 638     | 0,02       | 0      |
|                              | Communistes                                                                                  | –                                   | 4 547     | 0,02       | 0      |
|                              | Démocratie réelle                                                                            | –                                   | 4 450     | 0,02       | 0      |
|                              | Alliance royale                                                                              | –                                   | 3 127     | 0,02       | 0      |
|                              | Autres                                                                                       |                                     | 111 903   | 0,59       | 0      |

| Parti français                         | Députés | Parti européen                      | Groupe au PE               |
| -------------------------------------- | ------- | ----------------------------------- | -------------------------- |
| Front national                         | 23      | Alliance européenne pour la liberté | Non-inscrits (22) ELDD (1) |
| Union pour un mouvement populaire      | 20      | Parti populaire européen            | PPE                        |
| Parti socialiste                       | 12      | Parti socialiste européen           | S&D                        |
| Europe Écologie Les Verts              | 6       | Parti vert européen                 | Verts/ALE                  |
| Mouvement démocrate                    | 4       | Parti démocrate européen            | ADLE                       |
| Union des démocrates et indépendants   | 3       | Parti démocrate européen            | ADLE                       |
| Parti communiste français              | 2       | Parti de la gauche européenne       | GUE/NGL                    |
| Souveraineté, indépendance et libertés | 1       | Alliance européenne pour la liberté | Non-inscrits               |
| Parti radical de gauche                | 1       | –                                   | S&D                        |
| Parti de gauche                        | 1       | Parti de la gauche européenne       | GUE/NGL                    |
| Parti communiste réunionnais           | 1       | –                                   | GUE/NGL                    |

### Par circonscription

#### Nord-Ouest
Les 22 listes sont présentées dans l'ordre décroissant des résultats.
|                  | Voix      | % inscrits | % votants |
| ---------------- | --------- | ---------- | --------- |
| Inscrits         | 6 602 270 | 100,00     |           |
| Abstentions      | 3 764 601 | 57,02      |           |
| Votants          | 2 837 669 | 42,98      |           |
| Bulletins blancs | 84 232    | 1,28       | 2,97      |
| Bulletins nuls   | 34 296    | 0,52       | 1,21      |
| Exprimés         | 2 719 141 | 41,18      | 95,82     |

| Liste Parti | Liste Parti | Tête de liste 2e sur la liste Candidats notables                                   | Voix    | % exprimés | Sièges |
| ----------- | --- | ---------------------------------------------------------------------------------- | ------- | ---------- | ------ |
|             | « Liste bleu marine. Oui à la France, non à Bruxelles » Front national - Rassemblement bleu Marine                                  | Marine Le Pen Steeve Briois                                                        | 914 222 | 33,62      | 5      |
|             | « Pour la France, agir en Europe avec Jérôme Lavrilleux » Union pour un mouvement populaire                                         | Jérôme Lavrilleux Tokia Saïfi Jean-Paul Gauzès (3e)                                | 509 939 | 18,75      | 2      |
|             | « Choisir notre Europe » Parti socialiste - Parti radical de gauche                                                                 | Gilles Pargneaux Claude Roiron (20e) Jean-Louis Cottigny (3e)                      | 320 250 | 11,78      | 1      |
|             | « UDI • MoDem • Les Européens • Liste soutenue par François Bayrou et Jean-Louis Borloo »                                           | Dominique Riquet Carole Ulmer Jean-Marie Vanlerenberghe (19e) Brigitte Fouré (20e) | 255 108 | 9,38       | 1      |
|             | « Liste Europe Écologie » Europe Écologie Les Verts                                                                                 | Karima Delli François Veillerette Hélène Flautre (19e) François Dufour (20e)       | 194 595 | 7,16       | 1      |
|             | « Non à l'austérité. Pour l'Humain d'abord » Front de gauche                                                                        | Jacky Hénin Nathalie Nail                                                          | 173 531 | 6,38       | 0      |
|             | « Debout la France ! Ni système, ni extrêmes avec Nicolas Dupont-Aignan » Debout la République                                      | Jean-Philippe Tanguy Brigitte Brière                                               | 113 097 | 4,16       | 0      |
|             | « Nouvelle Donne » | Arthur Devriendt Marie-Pierre Seznec                                               | 65 642  | 2,41       | 0      |
|             | « Lutte ouvrière - Faire entendre le camp des travailleurs »                                                                        | Éric Pecqueur Anne Zanditénas                                                      | 45 673  | 1,68       | 0      |
|             | « Nous Citoyens » | André-Paul Leclercq Anne Marie-Gossellin                                           | 40 508  | 1,49       | 0      |
|             | « Citoyens du vote blanc » Parti du vote blanc                                                                                      | Sophie Alligier Bernard Frau                                                       | 17 876  | 0,66       | 0      |
|             | « Pour une Europe des travailleurs et des peuples, envoyons valser l'austérité et le gouvernement ! » Nouveau Parti anticapitaliste | Christine Poupin Jean Pauwels                                                      | 12 426  | 0,46       | 0      |
|             | « Force Vie Nord-Ouest » Parti chrétien-démocrate                                                                                   | Cyril Brun Rosaline Chakroun                                                       | 12 192  | 0,45       | 0      |
|             | « Europe citoyenne » Cap21 | Chantal Sayaret Laurent Daniel                                                     | 11 859  | 0,44       | 0      |
|             | « UPR Nord-Ouest » Union populaire républicaine                                                                                     | François-Xavier Grison Dolorès Baudelot                                            | 11 517  | 0,42       | 0      |
|             | « Les Pirates pour une Europe des citoyens » Parti pirate                                                                           | Didier Urschitz Dominique Deslandes                                                | 6 075   | 0,22       | 0      |
|             | « Espéranto langue commune équitable pour l'Europe » Europe Démocratie Espéranto                                                    | Christine Pieters Jacques Borie                                                    | 4 730   | 0,17       | 0      |
|             | « Parti fédéraliste européen » | Cédric Suzanne Sonja Jambin                                                        | 4 224   | 0,16       | 0      |
|             | « Féministes pour une Europe solidaire »                                                                                            | Lisa Pleintel Yves Deloison                                                        | 1 974   | 0,07       | 0      |
|             | « Communistes » | Louis-Daniel Gourmelen Jocelyne Le Magoero                                         | 1 394   | 0,05       | 0      |
|             | « Radicalement citoyen » | Damien Courcoux Nora Melloul                                                       | 1 291   | 0,05       | 0      |
|             | « Europe Décroissance Nord-Ouest »                                                                                                  | Tristan Duval Armelle Desprez                                                      | 1 018   | 0,04       | 0      |

| Nom                 | Parti | Parti | Groupe au PE |
| ------------------- | ----- | ----- | ------------ |
| Marine Le Pen       |       | FN    | Non-inscrits |
| Steeve Briois       |       | FN    | Non-inscrits |
| Mylène Troszczynski |       | FN    | Non-inscrits |
| Nicolas Bay         |       | FN    | Non-inscrits |
| Sylvie Goddyn       |       | FN    | Non-inscrits |
| Jérôme Lavrilleux   |       | UMP   | PPE          |
| Tokia Saïfi         |       | UMP   | PPE          |
| Gilles Pargneaux    |       | PS    | S&D          |
| Dominique Riquet    |       | UDI   | ADLE         |
| Karima Delli        |       | EELV  | Verts/ALE    |

#### Ouest
Les 25 listes sont présentées dans l'ordre décroissant des résultats.
|                  | Voix      | % inscrits | % votants |
| ---------------- | --------- | ---------- | --------- |
| Inscrits         | 6 353 572 | 100,00     |           |
| Abstentions      | 3 498 063 | 55,06      |           |
| Votants          | 2 855 509 | 44,94      |           |
| Bulletins blancs | 87 227    | 1,37       | 3,05      |
| Bulletins nuls   | 43 570    | 0,69       | 1,53      |
| Exprimés         | 2 724 712 | 42,88      | 95,42     |

| Liste Parti | Liste Parti | Tête de liste 2e sur la liste Candidats notables            | Voix    | % exprimés | Sièges |
| ----------- | --- | ----------------------------------------------------------- | ------- | ---------- | ------ |
|             | « Pour la France, agir en Europe avec Alain Cadec » Union pour un mouvement populaire                                                               | Alain Cadec Élisabeth Morin-Chartier Marc Joulaud (3e)      | 535 059 | 19,64      | 3      |
|             | « Liste bleu marine - Non à Bruxelles, oui à la France » Front national - Rassemblement bleu Marine                                                 | Gilles Lebreton Joëlle Bergeron                             | 526 019 | 19,31      | 2      |
|             | « Choisir notre Europe » Parti socialiste - Parti radical de gauche                                                                                 | Isabelle Thomas Emmanuel Maurel                             | 425 722 | 15,62      | 2      |
|             | « UDI • MoDem • Les Européens • Liste soutenue par François Bayrou et Jean-Louis Borloo »                                                           | Jean Arthuis Laurence Maillart-Méhaignerie                  | 334 963 | 12,29      | 1      |
|             | « Liste Europe Écologie » Europe Écologie Les Verts                                                                                                 | Yannick Jadot Nicole Kiil-Nielsen Jean-Philippe Magnen (3e) | 282 167 | 10,36      | 1      |
|             | « Front de gauche - Rompre avec l'austérité et refonder l'Europe »                                                                                  | Myriam Martin Xavier Compain                                | 141 341 | 5,19       | 0      |
|             | « Debout la France ! ni système, ni extrêmes avec Nicolas Dupont-Aignan » Debout la République                                                      | Cécile Bayle de Jessé Jean-Jacques Foucher                  | 98 635  | 3,62       | 0      |
|             | « Nouvelle Donne » | Emmanuel Poilane Mary Haway                                 | 96 064  | 3,53       | 0      |
|             | « Nous te ferons Europe ! » Mouvement Bretagne et progrès - Parti Breton                                                                            | Christian Troadec Claudine Perron                           | 83 041  | 3,05       | 0      |
|             | « Force Vie » Parti chrétien-démocrate | Marie de Blic Stéphane Belley                               | 39 482  | 1,45       | 0      |
|             | « Nous Citoyens » | Véronique Richez-Lerouge Henri de Bodinat                   | 35 758  | 1,31       | 0      |
|             | « Lutte ouvrière - Faire entendre le camp des travailleurs »                                                                                        | Valérie Hamon Eddy le Beller                                | 33 212  | 1,22       | 0      |
|             | « La Bretagne pour une Europe sociale - Breizhiz dorn-ha-dorn gant pobloù Europa » Régions et peuples solidaires                                    | Christian Guyonvarc'h Lena Louarn Paul Molac (17e)          | 27 432  | 1,01       | 0      |
|             | « Citoyens du vote blanc » Parti du vote blanc | René Thieblemont Fanny Geffray                              | 26 718  | 0,98       | 0      |
|             | « Pour une Europe des travailleurs et des peuples, envoyons valser l'austérité et le gouvernement ! » Nouveau Parti anticapitaliste - Breizhistance | Pierre le Ménahès Sandra Cormier                            | 12 600  | 0,46       | 0      |
|             | « UPR Ouest » Union populaire républicaine | Jean-François Gourvenec Barbara Silard                      | 9 712   | 0,36       | 0      |
|             | « La France se réveille » | Daniel Merlet Jeanine Bethys                                | 4 444   | 0,16       | 0      |
|             | « Espéranto langue commune équitable pour l'Europe » Europe Démocratie Espéranto                                                                    | Lyse Bordage Philippe Berizzi                               | 4 405   | 0,16       | 0      |
|             | « Féministes pour une Europe solidaire » | Françoise Morvan Jean-Pierre Possoz                         | 2 634   | 0,10       | 0      |
|             | « Décroissance Ouest » | Caroline Bouissou Philippe Charreyron                       | 1 347   | 0,05       | 0      |
|             | « Démocratie réelle » | Bertrand Keruzoré Martine Ouvrard                           | 1 158   | 0,04       | 0      |
|             | « Parti fédéraliste européen » | Vincent Lancien Margarethe Leonhart                         | 955     | 0,04       | 0      |
|             | « Communistes » | Christine Picavez Michel Mitermite                          | 846     | 0,03       | 0      |
|             | « Mouvement socialiste alternatif (MSA) » | Nicolas Rey Alizée Carré                                    | 543     | 0,02       | 0      |
|             | « Une France royale au cœur de l’Europe » Alliance royale                                                                                           | Jean-Philippe Chauvin Nathalie Bonnechère                   | 455     | 0,02       | 0      |

| Nom                      | Parti | Parti | Groupe au PE |
| ------------------------ | ----- | ----- | ------------ |
| Alain Cadec              |       | UMP   | PPE          |
| Élisabeth Morin-Chartier |       | UMP   | PPE          |
| Marc Joulaud             |       | UMP   | PPE          |
| Gilles Lebreton          |       | SIEL  | Non-inscrits |
| Joëlle Bergeron          | ex-FN | ELDD  |              |
| Isabelle Thomas          |       | PS    | S&D          |
| Emmanuel Maurel          |       | PS    | S&D          |
| Jean Arthuis             |       | UDI   | ADLE         |
| Yannick Jadot            |       | EELV  | Verts/ALE    |

#### Est
Les 23 listes sont présentées dans l'ordre décroissant des résultats.
|                  | Voix      | % inscrits | % votants |
| ---------------- | --------- | ---------- | --------- |
| Inscrits         | 5 882 396 | 100,00     |           |
| Abstentions      | 3 344 057 | 56,85      |           |
| Votants          | 2 538 339 | 43,15      |           |
| Bulletins blancs | 78 724    | 1,34       | 3,10      |
| Bulletins nuls   | 31 215    | 0,53       | 1,23      |
| Exprimés         | 2 428 400 | 41,28      | 95,67     |

| Liste Parti | Liste Parti | Tête de liste 2e sur la liste Candidats notables                                    | Voix    | % exprimés | Sièges |
| ----------- | --- | ----------------------------------------------------------------------------------- | ------- | ---------- | ------ |
|             | « Liste bleu marine • Non à Bruxelles, oui à la France » Front national - Rassemblement bleu Marine                                 | Florian Philippot Sophie Montel Jean-François Jalkh (3e)                            | 703 809 | 28,98      | 4      |
|             | « Pour la France, agir en Europe avec Nadine Morano » Union pour un mouvement populaire                                             | Nadine Morano Arnaud Danjean                                                        | 551 809 | 22,72      | 3      |
|             | « Choisir notre Europe » Parti socialiste - Parti radical de gauche                                                                 | Édouard Martin Catherine Trautmann Pierre Pribetich (3e)                            | 321 563 | 13,24      | 1      |
|             | « UDI • MoDem • Les Européens • Liste soutenue par François Bayrou et Jean-Louis Borloo »                                           | Nathalie Griesbeck Quentin Dickinson Michèle Striffler (3e) Jean-Marie Bockel (18e) | 223 280 | 9,19       | 1      |
|             | « Liste Europe Écologie » Europe Écologie Les Verts                                                                                 | Sandrine Bélier Antoine Waechter                                                    | 155 694 | 6,41       | 0      |
|             | « Rompre et refonder l'Europe • Liste Front de gauche soutenue par Jean-Luc Mélenchon »                                             | Gabriel Amard Mélanie Tsagouris                                                     | 127 269 | 5,24       | 0      |
|             | « Debout la France ! Ni système, ni extrêmes avec Nicolas Dupont-Aignan » Debout la République                                      | Laure Ferrari Didier Hamelin                                                        | 101 020 | 4,16       | 0      |
|             | « Nouvelle Donne » | Isabelle Maurer Jean-Bernard Marcuzzi                                               | 59 340  | 2,44       | 0      |
|             | « Alliance écologiste indépendante »                                                                                                | Julien Gonzalez Christelle Gallet                                                   | 56 787  | 2,34       | 0      |
|             | « Lutte ouvrière - Faire entendre le camp des travailleurs »                                                                        | Claire Rocher Thomas Rose                                                           | 32 917  | 1,36       | 0      |
|             | « Nous Citoyens » | Xavier Dessaigne Marie-Thérèse Barthelmé                                            | 31 353  | 1,29       | 0      |
|             | « Force Vie » Parti chrétien-démocrate                                                                                              | Antoine Renard Martine Fullenwarth                                                  | 12 844  | 0,53       | 0      |
|             | « Citoyens du vote blanc » Parti du vote blanc                                                                                      | Philippe Couka Virginie Biaut                                                       | 11 050  | 0,46       | 0      |
|             | « Europe citoyenne » Cap21 | Isabelle Vérin Dany Dietmann                                                        | 9 057   | 0,37       | 0      |
|             | « UPR Est » Union populaire républicaine                                                                                            | Yannick Hervé Karine Comas                                                          | 8 377   | 0,34       | 0      |
|             | « Pour une Europe des travailleurs et des peuples, envoyons valser l'austérité et le gouvernement ! » Nouveau Parti anticapitaliste | Gaël Diaferia Rachel Choix                                                          | 8 124   | 0,33       | 0      |
|             | « Parti fédéraliste européen Grand Est »                                                                                            | Christian d'Andlau Hambourg Norma Serpin                                            | 5 371   | 0,22       | 0      |
|             | « Espéranto langue commune équitable pour l'Europe » Europe Démocratie Espéranto                                                    | Geneviève Martin Cyrille Hurstel                                                    | 4 710   | 0,19       | 0      |
|             | « Féministes pour une Europe solidaire »                                                                                            | Florence Lhote Alain Mailfert                                                       | 1 664   | 0,07       | 0      |
|             | « Europe Décroissance 2014 » | Joe Labat Brigitte Bonnefille                                                       | 922     | 0,04       | 0      |
|             | « Pour une France royale au cœur de l’Europe » Alliance royale                                                                      | Sandrine Pico-Déprez Romuald Feuille                                                | 773     | 0,03       | 0      |
|             | « Pour l'Union, une génération d'action ! »                                                                                         | Ismaël Boudjekada Marie-Paule Claess                                                | 382     | 0,02       | 0      |
|             | « Communistes » | Antonio Sanchez Sylvia Goubaux                                                      | 285     | 0,01       | 0      |

| Nom                 | Parti | Parti | Groupe au PE |
| ------------------- | ----- | ----- | ------------ |
| Florian Philippot   |       | FN    | Non-inscrits |
| Sophie Montel       |       | FN    | Non-inscrits |
| Jean-François Jalkh |       | FN    | Non-inscrits |
| Dominique Bilde     |       | FN    | Non-inscrits |
| Nadine Morano       |       | UMP   | PPE          |
| Arnaud Danjean      |       | UMP   | PPE          |
| Anne Sander         |       | UMP   | PPE          |
| Édouard Martin      |       | PS    | S&D          |
| Nathalie Griesbeck  |       | MoDem | ADLE         |

#### Massif central - Centre
Les 25 listes sont présentées dans l'ordre décroissant des résultats.
|                  | Voix      | % inscrits | % votants |
| ---------------- | --------- | ---------- | --------- |
| Inscrits         | 3 371 274 | 100,00     |           |
| Abstentions      | 1 817 880 | 53,92      |           |
| Votants          | 1 553 394 | 46,08      |           |
| Bulletins blancs | 55 242    | 1,64       | 3,56      |
| Bulletins nuls   | 25 154    | 0,75       | 1,62      |
| Exprimés         | 1 472 998 | 43,69      | 94,82     |

| Liste Parti | Liste Parti                                                                                         | Tête de liste 2e sur la liste Candidats notables                                | Voix    | % exprimés | Sièges |
| ----------- | --------------------------------------------------------------------------------------------------- | ------------------------------------------------------------------------------- | ------- | ---------- | ------ |
|             | « Liste Bleu Marine - Non à Bruxelles, Oui à la France » Front national - Rassemblement bleu Marine | Bernard Monot Jeanne Pothain                                                    | 356 098 | 24,18      | 2      |
|             | « Pour la France, agir en Europe avec Brice Hortefeux » Union pour un mouvement populaire           | Brice Hortefeux Angélique Delahaye Jean-Pierre Audy (3e) Catherine Soullie (4e) | 314 959 | 21,38      | 2      |
|             | « Choisir notre Europe » Parti socialiste - Parti radical de gauche                                 | Jean-Paul Denanot Karine Gloanec Maurin Jean Mallot (3e)                        | 233 079 | 15,82      | 1      |
|             | « UDI • MoDem • Les Européens • Liste soutenue par François Bayrou et Jean-Louis Borloo »           | Sophie Auconie Hervé Prononce                                                   | 146 482 | 9,94       | 0      |
|             | « Front de gauche »                                                                                 | Corinne Morel Darleux François Dumon                                            | 110 087 | 7,47       | 0      |
|             | « Europe Écologie » Europe Écologie Les Verts                                                       | Clarisse Heusquin Benoît Faucheux Jean-Paul Besset (10e)                        | 101 331 | 6,88       | 0      |
|             | « Debout la France ! ni système, ni extrêmes, avec Nicolas Dupont-Aignan » Debout la République     | Patrice Court-Fortune François Vermande                                         | 67 729  | 4,60       | 0      |
|             | « Nouvelle Donne »                                                                                  | Laurence Hermant-Danieau Dominique Bourgeois                                    | 41 905  | 2,84       | 0      |
|             | « Alliance écologiste indépendante »                                                                | Marie-Martine Hulot Gérard Gascoin                                              | 30 480  | 2,07       | 0      |
|             | « Lutte ouvrière - Faire entendre le camp des travailleurs »                                        | Marie Savre Éric Bellet                                                         | 19 740  | 1,34       | 0      |
|             | « Nous Citoyens »                                                                                   | Sabine Thillaye Patrice Obert                                                   | 15 979  | 1,08       | 0      |
|             | « Citoyens du vote blanc » Parti du vote blanc                                                      | Michelle Oger-Nivard François Dreux                                             | 15 592  | 1,06       | 0      |
|             | « Europe citoyenne » Cap21                                                                          | Béatrice Robrolle-Mary Philippe Desbrosses                                      | 7 574   | 0,51       | 0      |
|             | « UPR Massif-Central-Centre » Union populaire républicaine                                          | Vincent Brousseau Jeanine Laubreton                                             | 4 731   | 0,32       | 0      |
|             | « Espéranto langue commune équitable pour l'Europe » Europe Démocratie Espéranto                    | Marcelle Provost Jean-Paul Tonnieau                                             | 3 390   | 0,23       | 0      |
|             | « Féministes pour une Europe solidaire »                                                            | Karine Plassard Alain Massias                                                   | 1 016   | 0,07       | 0      |
|             | « Piratons l'Europe » Parti pirate                                                                  | Paul Berettoni Aurélie Blary                                                    | 560     | 0,04       | 0      |
|             | « Communistes »                                                                                     | Aline Pornet Joël Flirden                                                       | 462     | 0,03       | 0      |
|             | « Démocratie réelle »                                                                               | Xavier Poujade Olivia Haviland                                                  | 369     | 0,03       | 0      |
|             | « Une France royale au cœur de l’Europe » Alliance royale                                           | Robert de Prévoisin Josette Constant                                            | 321     | 0,02       | 0      |
|             | « Europe Décroissance »                                                                             | Jade Nomain Pierre Leroux                                                       | 316     | 0,02       | 0      |
|             | « Régions et peuples solidaires »                                                                   | Bernard Vaton Danielle Tosello                                                  | 245     | 0,02       | 0      |
|             | « Force Vie » Parti chrétien-démocrate                                                              | Gilles Georgette Nathalie Pourtau                                               | 234     | 0,02       | 0      |
|             | « Parti fédéraliste européen »                                                                      | Romuald Knobelspiess Françoise Pasquis-Dumont                                   | 190     | 0,01       | 0      |
|             | « Syndicat de lutte contre les banques »                                                            | Dominique Michel Cécile Geist                                                   | 129     | 0,01       | 0      |

| Nom                                                                             | Parti | Parti | Groupe au PE |
| ------------------------------------------------------------------------------- | ----- | ----- | ------------ |
| Bernard Monot                                                                   |       | FN    | Non-inscrits |
| Jeanne Pothain (ne siège pas, laisse immédiatement sa place à Philippe Loiseau) |       | FN    | Non-inscrits |
| Brice Hortefeux                                                                 |       | UMP   | PPE          |
| Angélique Delahaye                                                              |       | UMP   | PPE          |
| Jean-Paul Denanot                                                               |       | PS    | S&D          |

#### Sud-Ouest

Panneaux électoraux dans le Sud-Ouest pour les élections européennes de 2014.

Les 25 listes sont présentées dans l'ordre décroissant des résultats.
|                  | Voix      | % inscrits | % votants |
| ---------------- | --------- | ---------- | --------- |
| Inscrits         | 6 482 882 | 100,00     |           |
| Abstentions      | 3 404 515 | 52,52      |           |
| Votants          | 3 078 367 | 47,48      |           |
| Bulletins blancs | 93 883    | 1,45       | 3,05      |
| Bulletins nuls   | 43 410    | 0,67       | 1,41      |
| Exprimés         | 2 941 074 | 45,37      | 95,54     |

| Liste Parti | Liste Parti | Tête de liste 2e sur la liste Candidats notables                                        | Voix    | % exprimés | Sièges |
| ----------- | --- | --------------------------------------------------------------------------------------- | ------- | ---------- | ------ |
|             | « Bleu marine • Oui à la France, non à Bruxelles » Front national - Rassemblement bleu Marine                                       | Louis Aliot Joëlle Mélin                                                                | 726 797 | 24,71      | 3      |
|             | « Pour la France, agir en Europe avec Michèle Alliot-Marie » Union pour un mouvement populaire                                      | Michèle Alliot-Marie Franck Proust Marie-Thérèse Sanchez-Schmid (3e) Antoine Audi (16e) | 544 551 | 18,52      | 2      |
|             | « Choisir notre Europe » Parti radical de gauche - Parti socialiste                                                                 | Virginie Rozière Éric Andrieu                                                           | 462 737 | 15,73      | 2      |
|             | « Europe Écologie » Europe Écologie Les Verts                                                                                       | José Bové Catherine Grèze Gérard Onesta (19e)                                           | 337 554 | 11,48      | 1      |
|             | « UDI • MoDem • Les Européens • Liste soutenue par François Bayrou et Jean-Louis Borloo »                                           | Robert Rochefort Muriel Boulmier                                                        | 253 069 | 8,60       | 1      |
|             | « Front de gauche » | Jean-Luc Mélenchon Marie-Pierre Vieu Raoul-Marc Jennar (11e)                            | 252 197 | 8,57       | 1      |
|             | « Debout la France ! ni système, ni extrêmes avec Nicolas Dupont-Aignan » Debout la République                                      | Pascal Lesellier Patricia Cantagrel                                                     | 91 885  | 3,12       | 0      |
|             | « Nouvelle Donne » | Joseph Boussion Cécile Monnier                                                          | 88 465  | 3,01       | 0      |
|             | « Nous Citoyens » | Philippe Marty Danièle Hérin                                                            | 27 032  | 0,92       | 0      |
|             | « Europe citoyenne » Cap21 | Marie-Jeanne Husset Franck Deyres                                                       | 25 560  | 0,87       | 0      |
|             | « Lutte ouvrière - Faire entendre le camp des travailleurs »                                                                        | Sandra Torremocha Guillaume Perchet                                                     | 25 264  | 0,86       | 0      |
|             | « Force Vie » Maison de la vie et des libertés                                                                                      | Jean-Claude Martinez Marie Claire Danen                                                 | 23 050  | 0,78       | 0      |
|             | « Citoyens du vote blanc » Parti du vote blanc                                                                                      | Francis Lenne Martine Valon                                                             | 21 732  | 0,74       | 0      |
|             | « Pour une Europe des travailleurs et des peuples, envoyons valser l'austérité et le gouvernement ! » Nouveau Parti anticapitaliste | Philippe Poutou Stéphanie Font                                                          | 15 799  | 0,54       | 0      |
|             | « SO Pirate » Parti pirate | Eric Mahuet Corinne Gireau                                                              | 14 432  | 0,49       | 0      |
|             | « UPR Sud-Ouest » Union populaire républicaine                                                                                      | Régis Chamagne Clélia Simon                                                             | 8 048   | 0,27       | 0      |
|             | « Euskadi Europan » Régions et peuples solidaires                                                                                   | Jean Tellechea Sara Dominguez                                                           | 7 396   | 0,25       | 0      |
|             | « Féministes pour une Europe solidaire »                                                                                            | Anne Nègre Jean-Pierre Barou                                                            | 6 746   | 0,23       | 0      |
|             | « Espéranto langue commune équitable pour l'Europe » Europe Démocratie Espéranto                                                    | Monique Juy Thierry Saladin                                                             | 4 705   | 0,16       | 0      |
|             | « Liste antiremplaciste - Non au grand remplacement » Parti de l'In-nocence                                                         | Renaud Camus Juliette Tavet                                                             | 1 337   | 0,05       | 0      |
|             | « Occitanie, pour une Europe des peuples - Occitània, per una Euròpa dels pòbles »                                                  | Martine Gros Gilles Grande                                                              | 877     | 0,03       | 0      |
|             | « Démocratie réelle » | Sami Ghazouane Camille Halut                                                            | 669     | 0,02       | 0      |
|             | « Programme libertaire pour une Europe exemplaire contre le sexisme et la précarité »                                               | Nicole Pradalier Cyril Bousquet                                                         | 499     | 0,02       | 0      |
|             | « Une France royale au cœur de l’Europe » Alliance royale                                                                           | Gaël Courossé Claire Lebrun                                                             | 401     | 0,01       | 0      |
|             | « Parti fédéraliste européen » | Faïrouz Hondema-Mokrane Julien Fouchet                                                  | 272     | 0,01       | 0      |

| Nom                  | Parti | Parti | Groupe au PE |
| -------------------- | ----- | ----- | ------------ |
| Louis Aliot          |       | FN    | Non-inscrits |
| Joëlle Melin         |       | FN    | Non-inscrits |
| Édouard Ferrand      |       | FN    | Non-inscrits |
| Michèle Alliot-Marie |       | UMP   | PPE          |
| Franck Proust        |       | UMP   | PPE          |
| Virginie Rozière     |       | PRG   | S&D          |
| Éric Andrieu         |       | PS    | S&D          |
| José Bové            |       | EELV  | Verts/ALE    |
| Robert Rochefort     |       | MoDem | ADLE         |
| Jean-Luc Mélenchon   |       | PG    | GUE/NGL      |

#### Sud-Est
Les 23 listes sont présentées dans l'ordre décroissant des résultats.
|                  | Voix      | % inscrits | % votants |
| ---------------- | --------- | ---------- | --------- |
| Inscrits         | 7 982 510 | 100,00     |           |
| Abstentions      | 4 553 245 | 57,04      |           |
| Votants          | 3 429 265 | 42,96      |           |
| Bulletins blancs | 80 599    | 1,01       | 2,35      |
| Bulletins nuls   | 30 503    | 0,38       | 0,89      |
| Exprimés         | 3 318 163 | 41,57      | 96,76     |

| Liste Parti | Liste Parti                                                                                    | Tête de liste 2e sur la liste Candidats notables                                                         | Voix    | % exprimés | Sièges |
| ----------- | ---------------------------------------------------------------------------------------------- | --- | ------- | ---------- | ------ |
|             | « Front national »                                                                             | Jean-Marie Le Pen Marie-Christine Arnautu Bruno Gollnisch (3e) Stéphane Ravier (7e) David Rachline (19e) | 935 182 | 28,18      | 5      |
|             | « Pour la France, agir en Europe avec Renaud Muselier » Union pour un mouvement populaire      | Renaud Muselier Françoise Grossetête Michel Dantin (3e)                                                  | 743 343 | 22,40      | 3      |
|             | « Choisir notre Europe » Parti socialiste - Parti radical de gauche                            | Vincent Peillon Sylvie Guillaume Zaki Laïdi (3e)                                                         | 394 114 | 11,88      | 2      |
|             | « Europe Écologie » Europe Écologie Les Verts                                                  | Michèle Rivasi Karim Zéribi Coline Serreau (25e)                                                         | 309 168 | 9,32       | 1      |
|             | « UDI • MoDem • les Européens • Liste soutenue par François Bayrou et Jean-Louis Borloo »      | Sylvie Goulard Thierry Cornillet Childéric Muller (6e)                                                   | 280 091 | 8,44       | 1      |
|             | « L'Europe de la Finance, ça suffit ! Place au peuple ! » Front de gauche                      | Marie-Christine Vergiat Éric Coquerel                                                                    | 197 754 | 5,96       | 1      |
|             | « Debout la France ! ni système, ni extrêmes avec Nicolas Dupont-Aignan » Debout la République | Gerbert Rambaud Rachel Roussel                                                                           | 130 223 | 3,92       | 0      |
|             | « Nouvelle Donne »                                                                             | Jean-Baptiste Coutelis Véronique Lacoste                                                                 | 104 407 | 3,15       | 0      |
|             | « Alliance écologiste indépendante »                                                           | Valérie Mira Jérôme Boetti di Castano                                                                    | 71 153  | 2,14       | 0      |
|             | « Nous Citoyens »                                                                              | Bertrand Lescure Blandine de Suremain                                                                    | 49 638  | 1,50       | 0      |
|             | « Lutte ouvrière - Faire entendre le camp des travailleurs »                                   | Chantal Gomez François Roche                                                                             | 29 872  | 0,90       | 0      |
|             | « Régions et peuples solidaires »                                                              | François Alfonsi Anne-Marie Hautant                                                                      | 24 920  | 0,75       | 0      |
|             | « Force Vie » Parti chrétien-démocrate                                                         | Jean-Marie Mure-Ravaud Géraldine Niclausse                                                               | 14 175  | 0,43       | 0      |
|             | « UPR Sud-Est » Union populaire républicaine                                                   | Daniel Romani Anne-Claire Magniez                                                                        | 13 865  | 0,42       | 0      |
|             | « Espéranto langue commune équitable pour l'Europe » Europe Démocratie Espéranto               | Monique Arnaud Pierre Grollemund                                                                         | 5 898   | 0,18       | 0      |
|             | « Parti fédéraliste européen »                                                                 | Alain Malégarie Catherine Guibourg                                                                       | 5 864   | 0,18       | 0      |
|             | « Féministes pour une Europe solidaire »                                                       | Élisabeth Salvaresi Rafig Gharbi                                                                         | 3 371   | 0,10       | 0      |
|             | « Parti pirate Sud-Est » Parti pirate                                                          | Valérie Dagrain Boris Alcaraz                                                                            | 2 130   | 0,06       | 0      |
|             | « Démocratie réelle »                                                                          | Éric Sanson Patricia Mourniac                                                                            | 1 374   | 0,04       | 0      |
|             | « Communistes »                                                                                | Christophe Ricerchi Michelle Desnoyers                                                                   | 771     | 0,02       | 0      |
|             | « Une France royale au cœur de l’Europe » Alliance royale                                      | Emmanuel Guigon Catherine André                                                                          | 397     | 0,01       | 0      |
|             | « Pour une Europe utile aux Français »                                                         | Aurélien Michel Chinda Bandhavong                                                                        | 355     | 0,01       | 0      |
|             | « Mayaud hors bords »                                                                          | Christophe Mayaud Ouarda Belhamel                                                                        | 98      | 0,00       | 0      |

| Nom                     | Parti | Parti | Groupe au PE |
| ----------------------- | ----- | ----- | ------------ |
| Jean-Marie Le Pen       |       | FN    | Non-inscrits |
| Marie-Christine Arnautu |       | FN    | Non-inscrits |
| Bruno Gollnisch         |       | FN    | Non-inscrits |
| Mireille d'Ornano       |       | FN    | Non-inscrits |
| Dominique Martin        |       | FN    | Non-inscrits |
| Renaud Muselier         |       | UMP   | PPE          |
| Françoise Grossetête    |       | UMP   | PPE          |
| Michel Dantin           |       | UMP   | PPE          |
| Vincent Peillon         |       | PS    | S&D          |
| Sylvie Guillaume        |       | PS    | S&D          |
| Michèle Rivasi          |       | EELV  | Verts/ALE    |
| Sylvie Goulard          |       | MoDem | ADLE         |
| Marie-Christine Vergiat |       | PCF   | GUE/NGL      |

#### Île-de-France

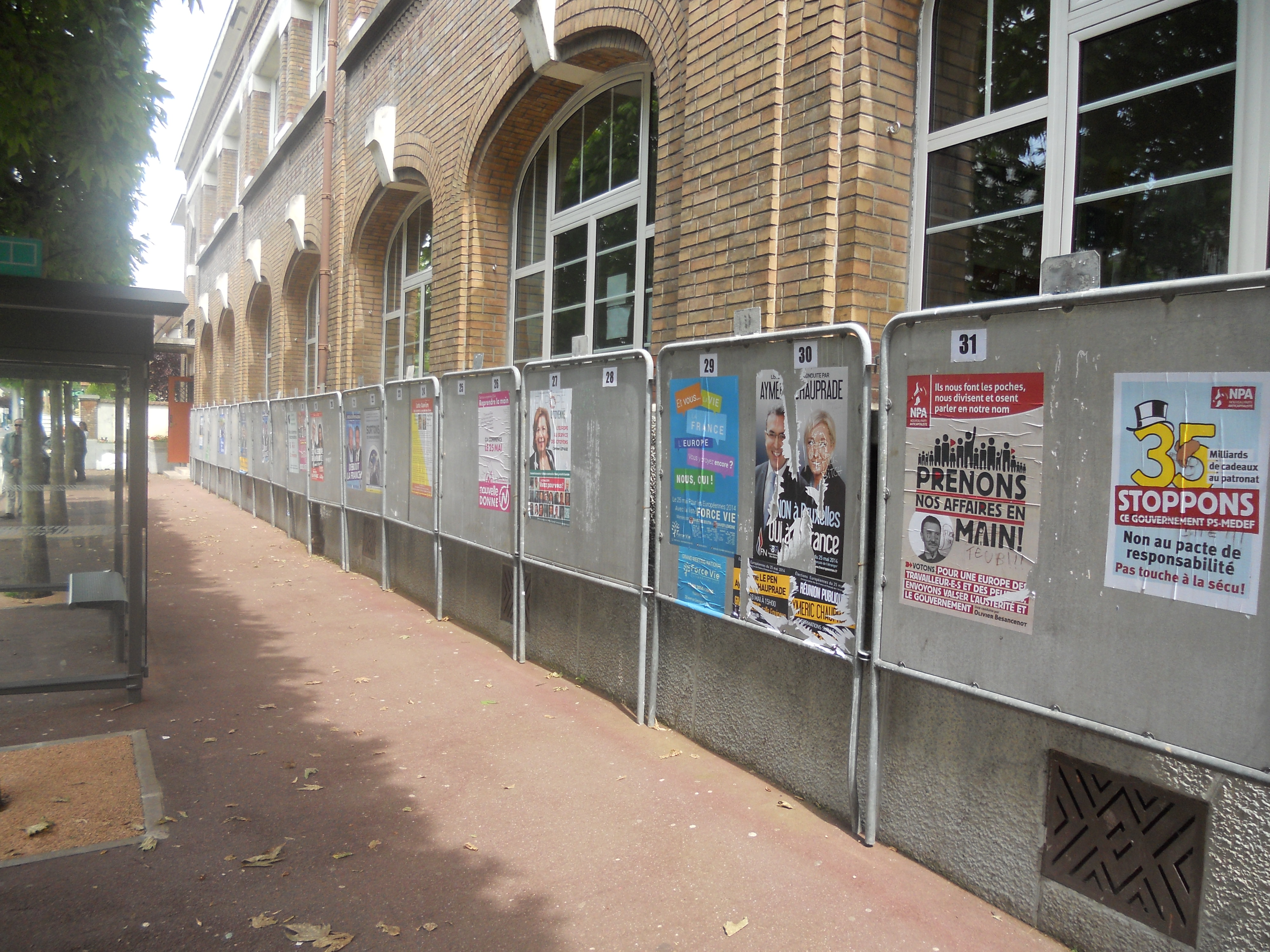
Panneaux électoraux en Île-de-France pour les élections européennes de 2014.

Les 31 listes sont présentées dans l'ordre décroissant des résultats.
|                  | Voix      | % inscrits | % votants |
| ---------------- | --------- | ---------- | --------- |
| Inscrits         | 8 087 036 | 100,00     |           |
| Abstentions      | 4 934 751 | 61,02      |           |
| Votants          | 3 152 285 | 38,98      |           |
| Bulletins blancs | 58 139    | 0,72       | 1,84      |
| Bulletins nuls   | 28 135    | 0,35       | 0,89      |
| Exprimés         | 3 066 011 | 37,91      | 97,26     |

| Liste Parti | Liste Parti | Tête de liste 2e sur la liste Candidats notables                                                                                             | Voix    | % exprimés | Sièges |
| ----------- | --- | --- | ------- | ---------- | ------ |
|             | « Pour la France, agir en Europe avec Alain Lamassoure » Union pour un mouvement populaire                                          | Alain Lamassoure Rachida Dati Philippe Juvin (3e) Constance Le Grip (4e) Geoffroy Didier (5e) Cécile Dumoulin (6e) Jean-Michel Fourgous (7e) | 667 991 | 21,79      | 4      |
|             | « Liste bleu marine. Non à Bruxelles, oui à la France » Front national - Rassemblement bleu Marine                                  | Aymeric Chauprade Marie-Christine Boutonnet                                                                                                  | 521 093 | 17,00      | 3      |
|             | « Choisir notre Europe » Parti socialiste - Parti radical de gauche                                                                 | Pervenche Berès Guillaume Balas Christine Revault d'Allonnes-Bonnefoy (3e)                                                                   | 437 678 | 14,28      | 3      |
|             | « UDI • MoDem • Les Européens • Liste soutenue par François Bayrou et Jean-Louis Borloo »                                           | Marielle de Sarnez Jean-Marie Cavada Chantal Jouanno (5e) Jean-Christophe Lagarde (30e)                                                      | 367 513 | 11,99      | 2      |
|             | « Liste Europe Écologie » Europe Écologie Les Verts                                                                                 | Pascal Durand Eva Joly Julien Bayou (15e) Robert Lion (29e)                                                                                  | 296 766 | 9,68       | 2      |
|             | « Stop à l'Europe de la Finance - L'Humain d'abord ! Front de gauche »                                                              | Patrick Le Hyaric Raquel Garrido Roland Muzeau (29e)                                                                                         | 198 534 | 6,48       | 1      |
|             | « Debout la France ! ni système, ni extrêmes, avec Nicolas Dupont-Aignan » Debout la République                                     | Dominique Jamet Nicole Lamoth Nicolas Dupont-Aignan (29e)                                                                                    | 117 103 | 3,82       | 0      |
|             | « Nouvelle Donne » | Pierre Larrouturou Anne Joubert Éric Alt (3e)                                                                                                | 93 911  | 3,06       | 0      |
|             | « Europe citoyenne » Cap21 | Corinne Lepage Victor Ferreira Jean-Luc Touly (6e)                                                                                           | 71 887  | 2,34       | 0      |
|             | « Nous Citoyens » | Isabelle Bordry Bernard Chenevez Daniel Canepa (12e) Denis Payre (30e)                                                                       | 66 075  | 2,16       | 0      |
|             | « Alliance écologiste indépendante »                                                                                                | Jean-Marc Governatori Rahma Ghermaoui | 53 246  | 1,74       | 0      |
|             | « Force Vie » Parti chrétien-démocrate                                                                                              | Christine Boutin Xavier Lemoine | 36 731  | 1,20       | 0      |
|             | « Lutte ouvrière - Faire entendre le camp des travailleurs »                                                                        | Nathalie Arthaud Jean-Pierre Mercier | 26 070  | 0,85       | 0      |
|             | « Pour une Europe des travailleurs et des peuples, envoyons valser l'austérité et le gouvernement ! » Nouveau Parti anticapitaliste | Olivier Besancenot Armelle Pertus Maurice Rajsfus (7e)                                                                                       | 25 821  | 0,84       | 0      |
|             | « UPR-IDF » Union populaire républicaine                                                                                            | François Asselineau Valérie Bugault | 17 864  | 0,58       | 0      |
|             | « Citoyens du vote blanc » Parti du vote blanc                                                                                      | Stéphane Guyot Magali Delamour | 17 122  | 0,56       | 0      |
|             | « Europirates d'IDF » Parti pirate                                                                                                  | Véronique Vermorel Pascal Ramonet | 14 596  | 0,48       | 0      |
|             | « Féministes pour une Europe solidaire »                                                                                            | Caroline De Haas Florian Martinez | 8 852   | 0,29       | 0      |
|             | « Cannabis sans frontières — Stop la prohibition »                                                                                  | Farid Ghehiouèche Marine Alluchon | 7 176   | 0,23       | 0      |
|             | « Espéranto langue commune équitable pour l'Europe » Europe Démocratie Espéranto                                                    | Laure Patas d'Illiers Jérémy Bizet | 4 337   | 0,14       | 0      |
|             | « Pour une Europe libre » | Magali Le Pape Jean Christian Diat | 4 334   | 0,14       | 0      |
|             | « Europe solidaire » | Balié Topla Fatou Meite | 3 766   | 0,12       | 0      |
|             | « Ensemble pour une Europe équitable »                                                                                              | Francis Mbella Élise Philippon | 1 400   | 0,05       | 0      |
|             | « Europe Décroissance » | Julien Volganli Laure Noualhat | 1 035   | 0,03       | 0      |
|             | « Parti européen » | Louis de Gouyon Matignon Claire Hehn | 945     | 0,03       | 0      |
|             | « Parti fédéraliste européen » | Hélène Féo Grégory Berthault | 888     | 0,03       | 0      |
|             | « Démocratie réelle » | Antoine Mayerowitz Sophie Strazza | 880     | 0,03       | 0      |
|             | « Communistes » | Jean Grimal Rolande Perlican | 789     | 0,03       | 0      |
|             | « Une France royale au cœur de l’Europe » Alliance royale                                                                           | Christophe Paillard Blandine Rossand | 780     | 0,03       | 0      |
|             | « Régions et peuples solidaires »                                                                                                   | Vincent Le Scornet Stella Colonna | 594     | 0,02       | 0      |
|             | « L'Europe de Marrakech à Istanbul »                                                                                                | Gaspard Delanoë Agnes Bayou | 234     | 0,01       | 0      |

| Nom                                   | Parti | Parti | Groupe au PE |
| ------------------------------------- | ----- | ----- | ------------ |
| Alain Lamassoure                      |       | UMP   | PPE          |
| Rachida Dati                          |       | UMP   | PPE          |
| Philippe Juvin                        |       | UMP   | PPE          |
| Constance Le Grip                     |       | UMP   | PPE          |
| Aymeric Chauprade                     |       | FN    | Non-inscrits |
| Marie-Christine Boutonnet             |       | FN    | Non-inscrits |
| Jean-Luc Schaffhauser                 |       | FN    | Non-inscrits |
| Pervenche Berès                       |       | PS    | S&D          |
| Guillaume Balas                       |       | PS    | S&D          |
| Christine Revault d'Allonnes-Bonnefoy |       | PS    | S&D          |
| Marielle de Sarnez                    |       | MoDem | ADLE         |
| Jean-Marie Cavada                     |       | UDI   | ADLE         |
| Pascal Durand                         |       | EELV  | Verts/ALE    |
| Eva Joly                              |       | EELV  | Verts/ALE    |
| Patrick Le Hyaric                     |       | PCF   | GUE/NGL      |

#### Outre-Mer
Les 19 listes sont présentées dans l'ordre décroissant des résultats.
|                  | Voix      | % inscrits | % votants |
| ---------------- | --------- | ---------- | --------- |
| Inscrits         | 1 782 772 | 100,00     |           |
| Abstentions      | 1 479 707 | 83,00      |           |
| Votants          | 303 065   | 17,00      |           |
| Bulletins blancs | 8 555     | 0,48       | 2,82      |
| Bulletins nuls   | 9 248     | 0,52       | 3,05      |
| Exprimés         | 285 262   | 16,00      | 94,13     |

| Liste | Liste | Tête de liste Second(e) sur la liste    | Tête de liste Second(e) sur la liste    | Tête de liste Second(e) sur la liste | Voix   | % exprimés | Sièges |
| Liste | Liste | Atlantique                              | Océan Indien                            | Pacifique                            | Voix   | % exprimés | Sièges |
| ----- | --- | --------------------------------------- | --------------------------------------- | ------------------------------------ | ------ | ---------- | ------ |
|       | « Pour la France des Outremer, agir en Europe avec l'UMP » Union pour un mouvement populaire                                 | Laurent Bernier                         | Yolaine Costes                          | Maurice Ponga                        | 76 168 | 26,70      | 1      |
|       | « Choisir notre Europe » Parti socialiste - Parti radical de gauche                                                          | Louis-Joseph Manscour                   | Philippe Le Constant                    | Marie-Claude Tjibaou                 | 55 214 | 19,36      | 1      |
|       | « L'Union pour les Outremer » Parti communiste réunionnais - Parti progressiste martiniquais… (soutenue par Front de gauche) | Jean Crusol                             | Younous Omarjee                         | Maeva Salmon                         | 52 017 | 18,23      | 1      |
|       | « Liste bleu marine - Non à Bruxelles, oui à la France » Front national - Rassemblement bleu Marine                          | Marc Guille René Tran                   | Marie-Luce Brasier-Clain Sandi Faoulati | Muriel Dauphin Stéphane Chipault     | 29 241 | 10,25      | 0      |
|       | « UDI • MoDem • Les Européens • Liste soutenue par François Bayrou et Jean-Louis Borloo »                                    | Louis Molinié Jacqueline Fourlin-Jougon | Audrey de Fondaumière Yanick Dindjian   | Léonard Sam Malia Tafili             | 24 059 | 8,43       | 0      |
|       | « Liste Europe Écologie » Europe Écologie Les Verts                                                                          | José Gaillou                            | Yvette Duchemann                        | Jules Hauata                         | 19 167 | 6,72       | 0      |
|       | « Lutte ouvrière et Combat ouvrier »                                                                                         | Ghislaine Joachim-Arnaud                | Corinne Gasp                            | Jean-Luc Payet                       | 9 743  | 3,42       | 0      |
|       | « Debout la France, ni système, ni extrêmes, avec Nicolas Dupont-Aignan » Debout la République                               | Norman Charles                          | Hugues Maillot                          | Pascal Pagnant                       | 4 749  | 1,66       | 0      |
|       | « Alliance des régionalistes, écologistes et progressistes des outre-mer » Régions et peuples solidaires                     | Jean-Jacob Bicep Tony Grava             | Kathy Carime-Jalime Moumini Oumara      | Jean-Max Erapa                       | 4 467  | 1,57       | 0      |
|       | « UPR Outremer » Union populaire républicaine                                                                                | Marie-Christine Clévy                   | Dominique Frut                          | Erwan Mutez                          | 2 793  | 0,98       | 0      |
|       | « Europe citoyenne » | Patricia Pompilius                      | Laurent Cobo                            | Simione Vakauliafa                   | 1 912  | 0,67       | 0      |
|       | « 100 000 votes contestataires et constructifs d'Outremer en Europe » Parti pirate - European Pirates                        | Marie-France Gallet                     | Pierre Magnin                           | Pierre-Yves Fonteix                  | 1 545  | 0,54       | 0      |
|       | « Synergie Europe Outre-mer »                                                                                                | Kelly Citadelle-Velin                   | Henri Ananelivoua                       | Lysette Chavez-Levy                  | 1 192  | 0,42       | 0      |
|       | « Espéranto langue commune équitable pour l'Europe » Europe Démocratie Espéranto                                             | Jacques Étienne                         | Jannick Huet                            | Monique Filliat                      | 940    | 0,33       | 0      |
|       | « Féministes pour une Europe solidaire »                                                                                     | Rodolphe Battery                        | Grâce M'Pondo                           | Linda Weil-Curiel                    | 862    | 0,30       | 0      |
|       | « Mouvement citoyens réunionnais »                                                                                           | Rosien Duchemann                        | Jean-Roland Ango                        | Isabelle Daville                     | 827    | 0,29       | 0      |
|       | « Ultramarins et ultramarines, merci ! »                                                                                     | Jean-Pierre Mapolin                     | Micheline Mapolin                       | Cynthia Gouala                       | 225    | 0,08       | 0      |
|       | « Alliance écologiste indépendante »                                                                                         | Amandine Dalmasso                       | Guy Hadji                               | Jean-Michel Albanese                 | 93     | 0,03       | 0      |
|       | « Parti fédéraliste européen »                                                                                               | Natalie Jannin                          | Roseline Surveilleur                    | Mathieu Verniers                     | 48     | 0,02       | 0      |

| Nom                   | Parti | Parti | Groupe au PE |
| --------------------- | ----- | ----- | ------------ |
| Younous Omarjee       |       | PCR   | GUE/NGL      |
| Louis-Joseph Manscour |       | PS    | S&D          |
| Maurice Ponga         |       | UMP   | PPE          |

## Réactions

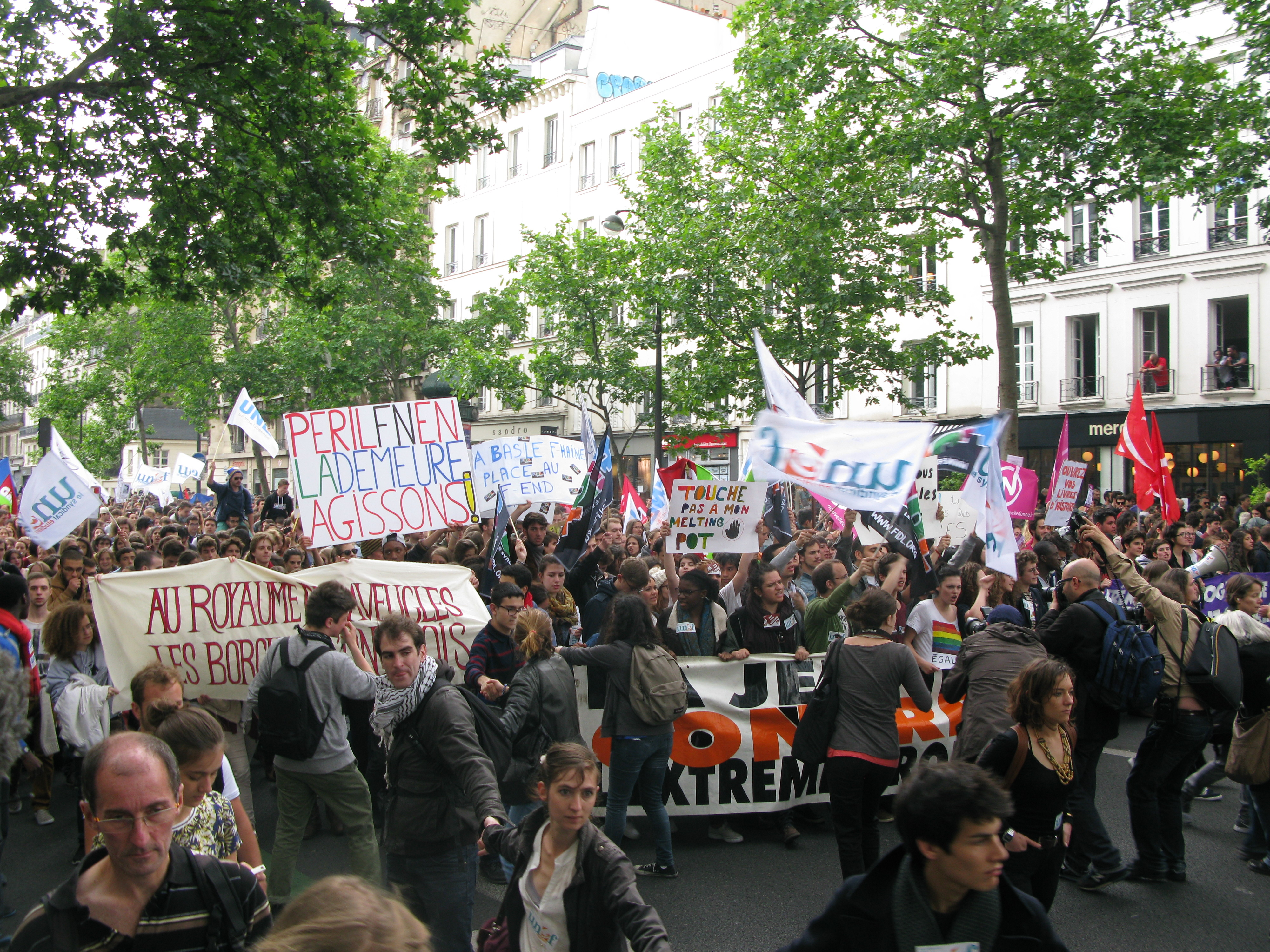
Manifestation le 29 mai 2014 à Paris.

À la suite du résultat des élections, plusieurs manifestations sont organisées le 29 mai dans toute la France, à l'appel notamment de l'Union nationale des étudiants de France, de la Fédération indépendante et démocratique lycéenne et de l'Union nationale lycéenne, pour protester contre le score obtenu par le Front national, rassemblant entre 10 000 et 30 000 personnes.
Le FN perd 9 de 24 élus au cours de la mandature, entre les départs vers d'autres partis et les exclusions, du fait de fréquentes querelles intestines.